# وارد كوستيلو
وارد كوستيلو (بالإنجليزية: Ward Costello)‏ مواليد 05 يوليو 1919 في بوسطن، الولايات المتحدة - الوفاة 04 يونيو 2009 في ريدلاندس، الولايات المتحدة، هو ممثل أمريكي.

## الأعمال
- ستار تريك: الجيل التالي
- فايرفوكس
- مفقود
- المستشفى العام
- بيت صغير على المرج
- ذا سيكرت ستورم

## روابط خارجية
- وارد كوستيلو على موقع IMDb (الإنجليزية)
- وارد كوستيلو على موقع ألو سيني (الفرنسية)
- وارد كوستيلو على موقع أول موفي (الإنجليزية)
- وارد كوستيلو على موقع قاعدة بيانات برودواي على الإنترنت (الإنجليزية)
- وارد كوستيلو على موقع قاعدة بيانات الأفلام السويدية (السويدية)
- وارد كوستيلو على موقع قاعدة بيانات الفيلم (الإنجليزية)
- وارد كوستيلو على موقع كينوبويسك (الروسية)